# Commugny
 (septembre 2010).
Si vous disposez d'ouvrages ou d'articles de référence ou si vous connaissez des sites web de qualité traitant du thème abordé ici, merci de compléter l'article en donnant les références utiles à sa vérifiabilité et en les liant à la section « Notes et références ».
Commugny est une commune suisse du canton de Vaud, située dans le district de Nyon.

## Géographie

Photo aérienne prise à 500 m par Walter Mittelholzer, Coppet au lac, Commugny derrière Coppet (1930).

Commugny fait partie de la région de Terre Sainte.
Les altitudes s'étagent de 394 à 483 m. L'église se trouve à une altitude de 419 m représentative de la zone habitée. Les pentes sont douces, sauf peut-être celles de la colline coiffée par l'église.
Les zones d'habitation se trouvent dans la partie inférieure au sud-est du territoire communal. Elles occupent environ 1/7 du territoire. Les pôles initiaux du développement de Commugny ont été :
- les abords de l'église,
- les abords des routes de Divonne, et de Coppet,
- les abords du château de Marnex.

Avec la construction de l'autoroute qui offre un accès rapide à Genève, bon nombre de personnes se sont établies à Commugny pour y trouver un cadre de vie tranquille et agréable.
Le panorama alpestre va du Salève au sud-ouest aux Alpes fribourgeoises au nord-est (le Mont-Blanc étant en bonne partie masqué par les Voirons) d´un côté et, de l'autre, le Jura allant du Reculet au Mont Tendre en passant par le Colomby de Gex et la Dôle.
Une importante zone de villas s'est greffée depuis les années 1980 au nord du village, de part et d'autre du Greny. D'autres zones, plus modestes, se sont construites au sud aux abords du chemin de la Fin et à l'ouest, en direction du château de Marnex.
Le plan des zones a limité l'accroissement démographique, car les autorités voulaient éviter que la région devienne une simple banlieue de Genève.
En se tournant vers le Jura, on découvre une zone de cultures favorisées par un ensoleillement abondant et un climat adouci par la grande masse du Léman. L'élevage a subi un recul important, car le contingentement laitier est strict.
Par ailleurs un nombre élevé d'espèces végétales s'accommodent du climat local : non seulement le blé, le maïs, les betteraves et les cultures fruitières, mais aussi le soya, les tournesols et les roseaux de Chine qui donnent un excellent succédané écologique à la tourbe, le chanvre qui fournit des fibres naturelles dont les vertus sont à redécouvrir.
Bien que la terre soit assez lourde (argileuse), la vigne est présente et produit des crus en partie vinifiés à Commugny.

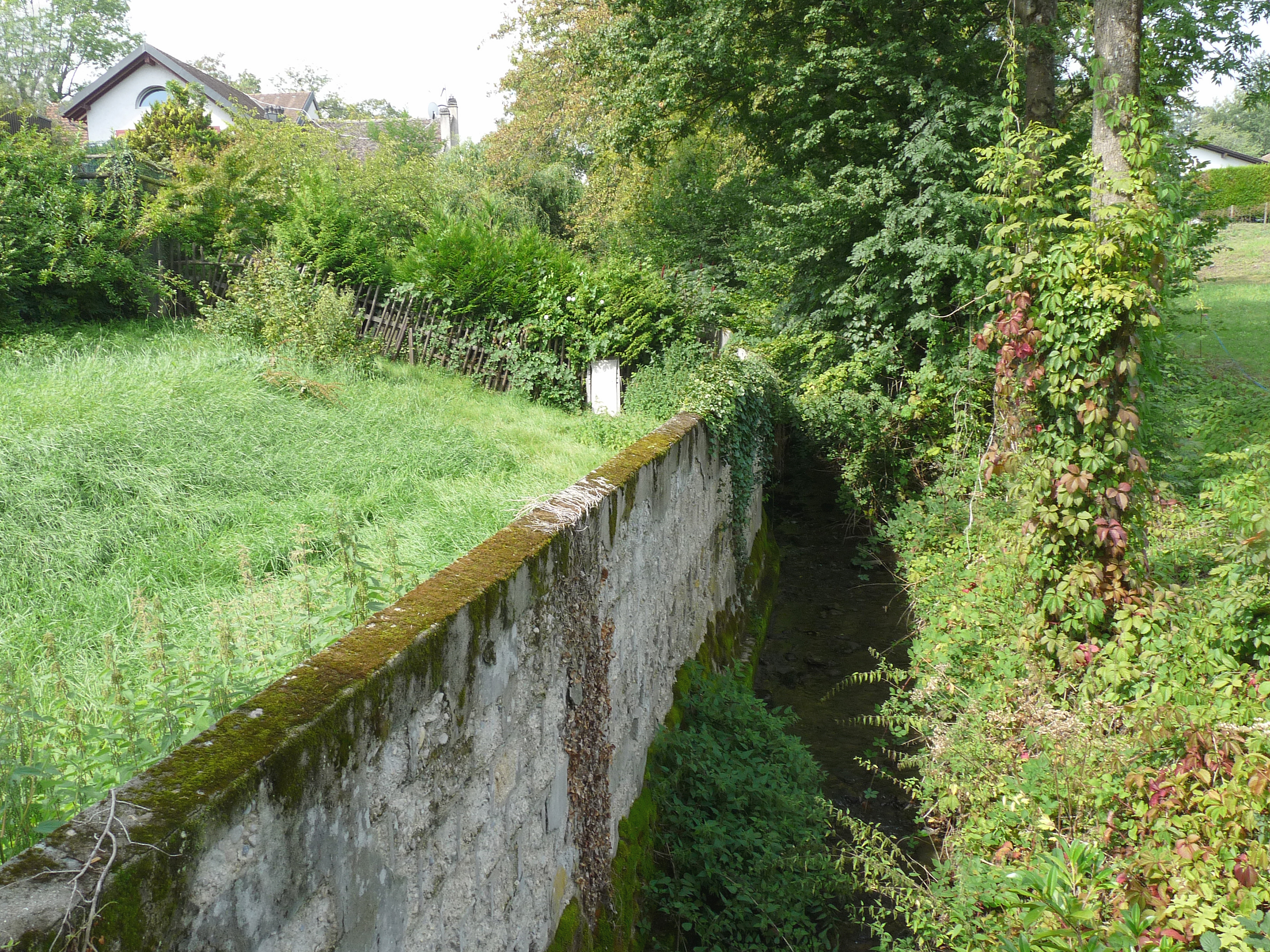
Le Greny à Commugny.

Plus loin, on trouve de part et d'autre de l'autoroute, des zones boisées, des cultures et des bosquets protégés (et peu accessibles) bordant la Versoix. Les nombreux chemins nécessaires à l'exploitation agricole et forestière sont appréciés des promeneurs, cyclistes et cavaliers.
Avec un sous-sol essentiellement calcaire, l'hydrologie de Commugny est pauvre. Outre la Versoix déjà mentionnée, on peut mentionner :
- le Nant qui traverse le domaine de Marnex, puis Tannay,
- le Bornalet qui se jette dans
- le Greny, cours d'eau artificiel provenant d'une dérivation de la Versoix creusée dans les marécages de Bogis-Bossey.

Le Greny alimentait le château de Coppet en eau. Son énergie motrice faisait aussi fonctionner une scierie à Commugny et une turbine qui a fourni l'éclairage public du village aux premiers temps de l'électricité.

## Population

### Gentilé
Les habitants de la commune se nomment les Commugnans.

### Personnalités
George de Mestral, inventeur du Velcro, a vécu et est mort à Commugny, où une route porte son nom.

## Histoire

### Préhistoire
La découverte d'un silex à Bois Baron à l'occasion de sondages pédologiques laisse supposer la présence d'un établissement préhistorique à cet endroit.

### Période romaine
Peu après sa conquête de la Gaule dite « Chevelue », achevée en 52 av. J.-C., Jules César décida, pour des motifs d'ordre stratégiques, de fonder sur les rives du Léman une colonie dont les premiers habitants, ou colons, durent être des militaires à la retraite. C'est ainsi que fut créée la Colonia Iulia Equestris dont le centre urbain était Nyon (Noviodunum). Dès son acte de fondation, une colonie comprenait un territoire partagé en lots carrés dont le côté valait, en principe, une centurie (env. 710 m). Ces lots étaient destinés à être distribués aux colons. Cette opération de partage du territoire ou « centuriation » a, ici et là, laissé des traces décelables actuellement. Une étude de N. Pichard Sardet a tenté de montrer que, pour Nyon, le territoire de la Colonia Iulia Equestris s'étendait, grosso modo, dans la région comprise entre le lac et le pied du Jura, l'Aubonne et Fort l'Écluse. Il était occupé auparavant par le peuple celtique des Helvètes, mais, à ce jour, on n'a pas retrouvé de vestige tangible attestant directement un établissement de ce peuple sur le site de Nyon qui, pourtant, porte un nom d'origine celtique: Noviodunum.
La région de Commugny relevait donc de l'administration de la colonie. On connaît deux établissements appartenant à la catégorie des villæ. Celui du lieu-dit "au Muret" se trouve sous l'église. Le second, connu par des mentions anciennes, se trouve "en Marnex". Voici les éléments connus pour la villa de l'église.
La Villa romaine
C'est en 1904, lors de travaux de terrassement pour la construction d'un mur de clôture du « nouveau cimetière » que furent découverts les vestiges d'un important établissement gallo-romain à Commugny.
Une villa romaine est un ensemble plus ou moins étendu de constructions comprenant un bâtiment d'habitation pour le propriétaire et sa famille (pars urbana), parfois très luxueux, et des bâtiments à vocation agricole et artisanale la pars rustica (écuries, étables, greniers, entrepôts, ateliers, locaux d'habitation pour le personnel, etc.).
À Commugny, la pars rustica reste, hélas, totalement inconnue. La pars urbana, en revanche, extrêmement opulente, a livré une partie de son plan lors de différentes interventions archéologiques pratiquées sous l'église, la salle de paroisse et le cimetière : un grand portique de façade, en U probablement, devait s'étendre côté lac sur une terrasse inférieure ; à l'ouest, sur une terrasse supérieure, un grand corps de logis était organisé autour d'une cour et d'un bassin. Des vestiges de thermes ont également été fouillés.
La découverte de peintures murales d'une qualité artistique exceptionnelle fait de la villa romaine de Commugny l'un des sites les plus importants du territoire suisse actuel pour cette époque. Ces peintures à décors figurés ont fait l'objet d'une étude scientifique exhaustive, menée par Evelyne Broillet Ramjoué et Michel Fuchs, qui fut suivie d'une exposition et d'une publication au Musée Romain de Nyon qui a charge de ce patrimoine.
Les résultats de ces travaux, exposés au Musée, ont permis de proposer des restitutions de plusieurs parois décorées. Ils montrent à l'évidence, grâce à l'établissement de dates assez précises et fort précoces pour la région (second quart du Ier siècle de notre ère pour l'ensemble principal), la richesse et le niveau social très privilégié des propriétaires des lieux au sein de la Colonie. Des analyses ont prouvé l'utilisation, sur certaines de ces peintures, de la dorure à la feuille, technique réservée aux seuls sites de grand prestige. Par ailleurs, il est apparu que des artistes sont venus d'Italie pour exécuter ou, tout au moins, diriger l'exécution de plusieurs parois.
Des fouilles effectuées par M. H. Chatelain ont livré une importante quantité de matériel céramique qui donne un éventail de formes permettant de se faire une idée de la durée d'utilisation de la villa.

### De l'Antiquité au Moyen Âge
La villa n'échappa pas à certains bouleversements intervenus dans nos régions dans la seconde moitié du IIIe siècle. Une crise économique et politique de grande envergure secoua tout l'Empire, affaiblît ses structures et ses frontières. Le rôle joué par les « envahisseurs germaniques » dans ces soubresauts a été longtemps surestimé. Toujours est-il que de nombreux sites romains - Nyon en particulier - connurent dès cette époque un sérieux déclin.
Les Burgondes, un de ces peuples germaniques, assimila peu à peu la culture latine et, vers 500, lorsque se fut constitué le royaume de Bourgogne, la région connut, avec le roi Gondebaud, la célèbre Loi gombette qui est un recueil de conceptions juridiques des Burgondes. Avec Sigismond, fils de Gondebaud, la loi Gombette érigea le  christianisme en religion officielle.

## Monuments

### L'Église Saint-Christophe (XVesiècle)

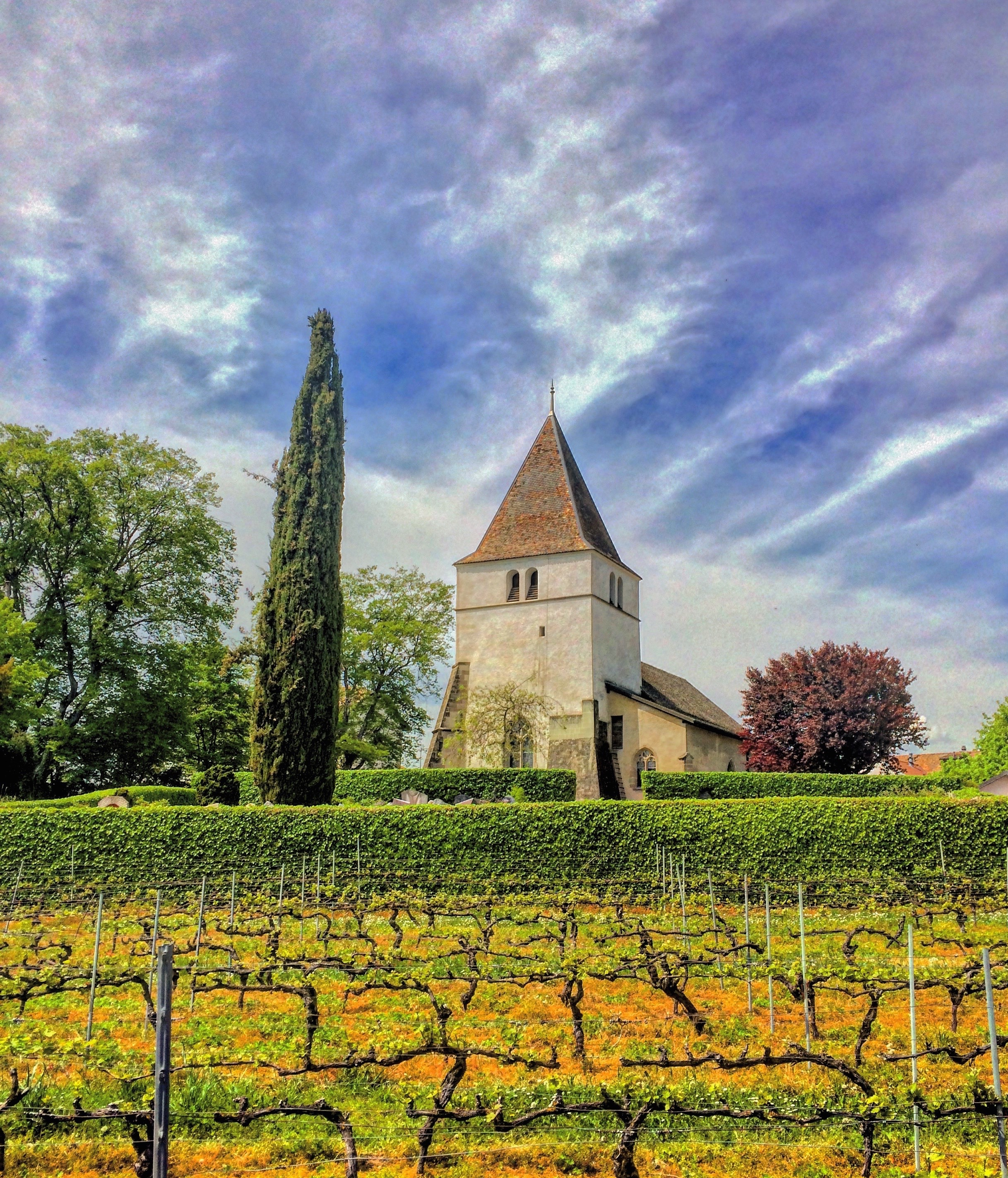
L'église Saint-Christophe rénovée.

L'église de Commugny, dédiée à Saint Christophe, est un des plus remarquables sanctuaires de la région. Sa fondation se situe au VIe siècle et semble avoir coïncidé avec la donation de la Terre de Commugny à l'abbaye d'Agaune. L'église primitive était plus petite que celle que nous connaissons et qui doit sa forme actuelle à des agrandissements successifs aux IXe, XIIe, XIVe, XVe et au début du XVIe siècle, époque où furent construites les nombreuses chapelles dont chacune a son cachet propre et qui marquent bien le caractère paroissial de l'église de Commugny. Elle a été restaurée en 1932, en 1971-1973, et plus récemment en 1996-1998. Ses vitraux sont l'œuvre de Charles Clément (1933) et d'Everilda de Fels (1947, 1972). Ses orgues ont été exécutées selon les directives de Pierre Segond, organiste à Saint-Pierre, et inaugurées en 1952.
L'église a été rénovée en 1998. Le clocher a été recrépi. D'autres travaux ont été entrepris avec succès, dont la consolidation du beffroi, la restauration de la toiture, ainsi que l'assainissement de l'intérieur, par un nouveau système de chauffage et de ventilation du bâtiment. Une nouvelle décoration et des réaménagements intérieurs sont mis en valeur par un éclairage moderne et réglable selon les circonstances.
L'église Saint-Christophe est une église évangélique réformée.

### Le château de Marnex
Les Commugnans l'appelaient autrefois « Marnex la ville », évoquant ainsi son passé romain quand Marnetum se trouvait sur la route reliant Lousonna à Genava. On a retrouvé des vestiges qui permettent de supposer l'existence d'une villa romaine à Marnex. La construction de la maison telle qu'elle nous apparaît maintenant est à situer avant 1450. Marnex était alors une sorte de maison-forte dont la tourelle servait de cachot. Rénovée au XVIIe siècle, elle comptait, en plus de la maison d'habitation, des granges, une remise et une bergerie.

### Le "vieux couvent"
La construction de la ferme Steffen date du début du XVIe siècle. Elle doit son nom de «vieux couvent» à son rôle initial de presbytère.

### La cure
La cure s'élève sur l'emplacement des thermes de la villa romaine. Construite au XVIIe siècle, elle fut restaurée en 1789 par l'architecte de J. Necker qui la dota d'une très belle façade dans le style de l'époque. Monument classé, elle a été restaurée en 1976.

### La Villa-Rose
Cette belle maison de maître, beaucoup plus récente, date de 1873.

### La maison du crime
Bien que de sinistre mémoire, elle mérite qu'on en parle quelque peu. Aujourd'hui disparue, cette maison, située au bord du Greny, était celle d'un homme qui forçait un peu trop sur la consommation d'absinthe.
Cette boisson obtenue par la distillation de plusieurs plantes aromatiques dont l'Artemisia absinthium était très appréciée, principalement au XIXe siècle en raison de son parfum et de son prix modique. D'importantes manufactures en fabriquaient, notamment à Couvet (Val-de-Travers, NE) et à Pontarlier (Doubs).
Mais, outre sa teneur élevée en alcool, l'absinthe contient de la thuyone, présente aussi dans les thuyas (d'où le nom), le genièvre et les vermouths, qui est toxique pour le système nerveux central. L'accoutumance à l'absinthe était doublement dangereuse, car l'alcoolisme s'accompagnait d'une forme de folie : l'absinthisme.
Notre homme, donc, ivre de... piquette et pris d'un accès de folie, abattit, le 28 août 1905, sa femme enceinte et ses deux enfants, puis il tenta, sans succès, de se suicider. Il fut condamné à une lourde peine de réclusion et se pendit dans sa cellule.
À la suite de ce terrible drame familial, une initiative fédérale fut lancée à partir de Commugny. Elle fut acceptée le 5 juillet 1908 par le peuple à presque 2 voix contre 1 et tous les cantons sauf Neuchâtel et Genève, et, depuis le 7 octobre 1910, la production et le commerce de l'absinthe sont prohibés en Suisse. La France prit une mesure semblable en 1915. Ce n'est que très récemment que la production et le commerce de l'absinthe ont été autorisés à nouveau en Suisse (conséquence de la nouvelle Constitution suisse).

## Les chemins

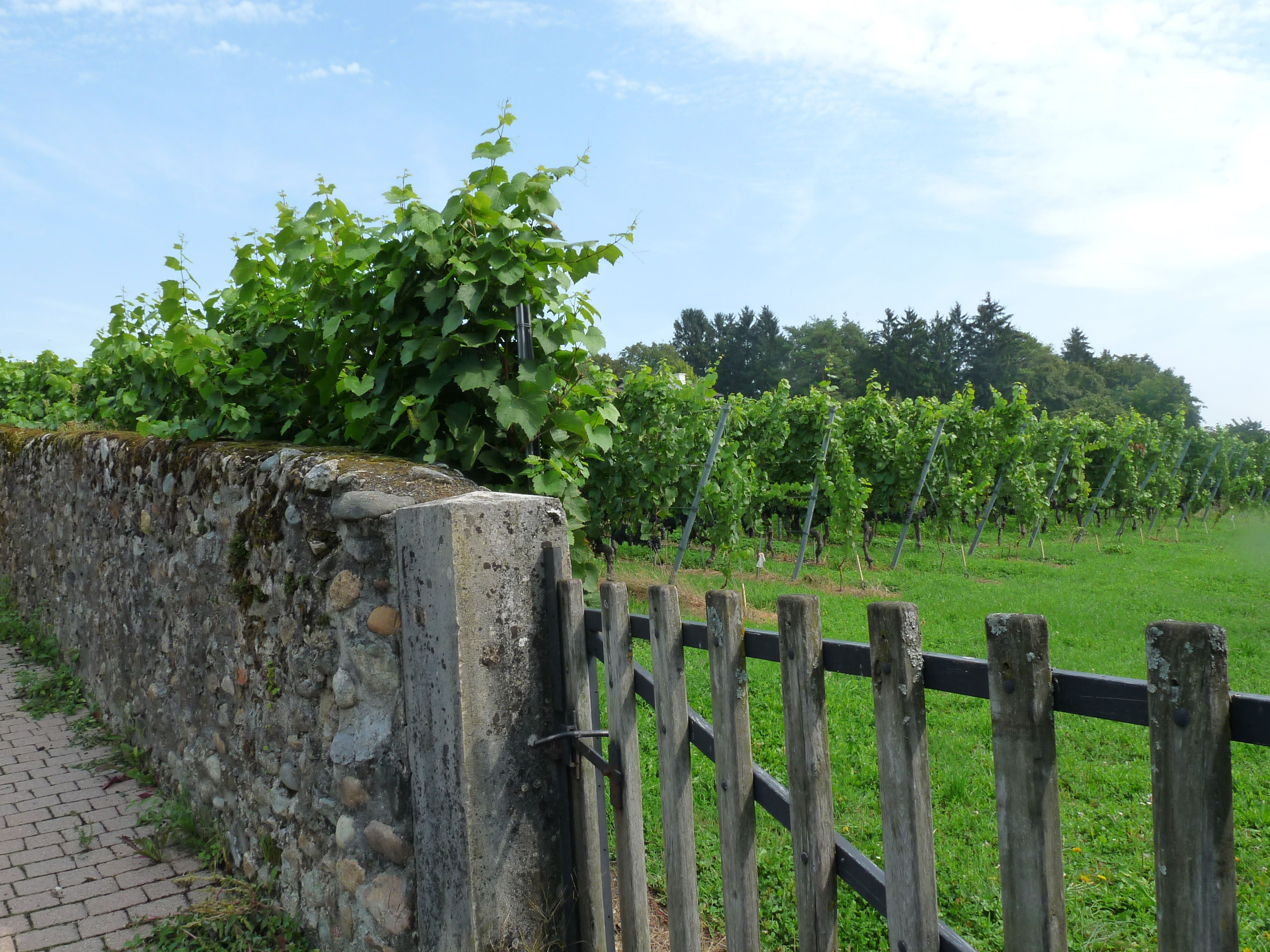
Chemin bord d'un muret de pierres et vigne.

Certains portent leur nom depuis fort longtemps, d'autres ont été baptisés plus récemment, mais beaucoup ont un nom très évocateur. Ainsi le Petit Oche, qui signifie « petit jardin ».
La Vy des Mores, quant à elle, divise les opinions commugnanes. Les uns prétendent que c'est la voie des morts vers le cimetière, les autres qu'elle doit son nom aux Maures, évoquant des incursions sarrasines au IXe siècle.
Le chemin Martinet nous rappelle l'époque bernoise avec l'installation d'un martinet et d'une forge sur le Greny.
Le Bornalet porte doublement bien son nom, puisque ce mot signifie justement « petite fontaine ». Il a été également un lieu de promenade ombragé, le long duquel Murielle Fontana (famille habitant depuis deux générations le centre du village) aimait se promener.
L'avenue George de Mestral rappelle aux promeneurs traversant les bois que le Velcro fut inventé par un Commugnan, avant de s'envoler jusque sur la Lune.

## Politique

### Suffrage féminin
Alors que le droit de vote des femmes est encore refusé au plan fédéral en février 1959 (à 66,9 % des voix), il est accepté au niveau cantonal et communal dans le canton de Vaud. C'est à Commugny et à Oulens-sur-Lucens, le 19 avril 1959, que votent les premières femmes de Suisse. À Commugny, il s'agissait de l'élection d'un nouveau conseiller communal; 114 personnes y avaient participé, dont 57 femmes.

### Sortie du Conseil régional
Après avoir déjà refusé le programme des investissements régionaux (PIR) par le passé, le Conseil communal de Commugny refuse le 9 mars 2016 le dispositif d’investissement solidaire de la région nyonnaise (DISREN) ainsi que les nouveaux statuts du Conseil régional du district de Nyon. C'est la seule commune présentant un désaccord au sujet des statuts parmi les 44 membres du Conseil régional dans un vote nécessitant l'unanimité. Le 20 avril 2016, la Municipalité de Commugny, menée par la syndic Odile Decré, présente un projet de préavis concernant le retrait de la Commune du Conseil régional. Le 22 juin 2016, le Conseil communal vote en faveur du retrait du Conseil régional par 23 voix contre 10 et 4 abstentions. Selon les statuts du Conseil régional, la sortie de Commugny n'était possible qu'en fin d'année 2018, mais un préavis en faveur d'une sortie anticipée dès fin 2016 a été proposé. En 2017, Commugny ne fait plus partie du Conseil régional.